# Список самолётов, произведённых в Литве

## Самолёты, построенные в межвоенный период

### Самолёты литовской конструкции
- Š-I (конструктор Всеволодас Шенбергас)

- Dobi-I (конструктор Юрий Добкевич, 1922)
- Dobi-II (1923)
- Dobi-III (1924)

- ANBO-I (1925)
- ANBO-II (1927)
- ANBO-III (1929)
- ANBO-IV (1932)
- ANBO-41 (1936)
- ANBO-V (1931)
- ANBO-51 (1936)
- ANBO-VI (1933)
- ANBO-VII
- ANBO-VIII (1939)
- T-1 (BrO-1) 1932
- BrO-2 (1934)
- BrO-3 Pūkas (1936)
- BrO-4 Rūta (1937)
- BrO-5 Rūta-2 (1938)

- PAGY
- PAGY-2

## Самолёты, построенные после 1945 года
- БК-4 «Каунас» (1957)

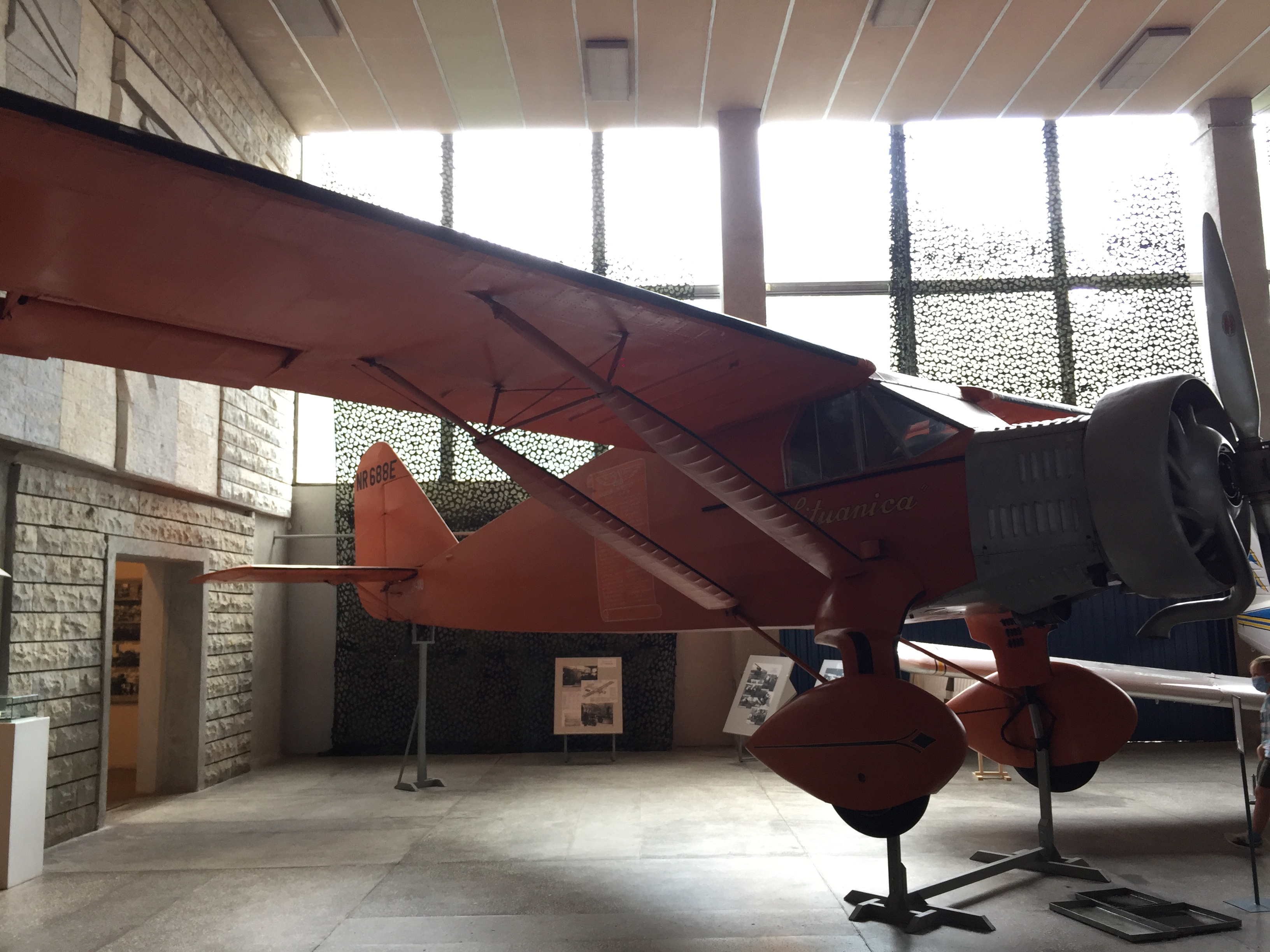
VK-6 (реплика "Литуаники"), Музей Литовской авиации, Каунас

- BK-6 «Неринга» (планёр конструкции Б. Карвялиса, 1959)
- BrO-6
- BК-7 «Lietuva» (планёр конструкции Б. Карвялиса)
- BrO-9 Žiogas (1952)
- BrO-10
- BrO-11 Pionierius (1954)
- BrO-11M Zylė
- BrO-12 (1957)
- BrO-14
- BrO-15 Raguva
- BrO-16 Pempė (1973)
- BrO-17S Bitelė (1974)
- BrO-17V Antelė
- BrO-18 Boružė (1975)
- Br0-19 Ančiukas
- BrO-20 Pūkelis
- BrO-21 Vyturys
- BrO-22 Rūtelė
- BrO-23KR Garnys

- LAK-9 (1972)
- LAK-11 Nida (И. Банкаускас, 1982)
- LAK-12 Lietuva (1979)
- LAK-14 Strazdas (1981)
- LAK-15 Lietuva (1984)
- LAK-16 (1986)
- LAK-17 Lithuania (1998)
- LAK-19 Standart (2001)
- LAK-20 (2007)
- VK-1
- VK-2
- VK-3
- VK-4 Žuvėdra
- VK-5
- VK-6 - реплика "Литуаники" (1983)
- VK-7
- VK-8 Aušra
- VK-9 (2002)